# Kályvos (Réthymnon)
Kályvos, en grec moderne : Κάλυβος, est un village du dème de Mylopótamos, en Crète, en Grèce. Selon le recensement de 2011, la population de Kályvos compte 327 habitants. Il est situé à une altitude de 560 m et à une distance de 42 km de Réthymnon.

## Recensements de la population
| Recensements | 1900 | 1920 | 1928 | 1940 | 1951 | 1961 | 1971 | 1981 | 1991 | 2001 | 2011 |
| ------------ | ---- | ---- | ---- | ---- | ---- | ---- | ---- | ---- | ---- | ---- | ---- |
| Population   | 263  | 366  | 373  | 418  | 442  | 399  | 456  | 399  | -    | 408  | 327  |